# 青池優美
青池 優美（あおいけ ゆみ）は、神奈川県藤沢市出身の卓球選手。4段（神奈川県）。

## 経歴
藤沢市立御所見中学校在学中の1987年、全国中学校卓球大会の女子シングルスで準優勝、白鵬女子高等学校在学中の1990年、インターハイ、女子ダブルスで河合クラブ時代からのチームメート、河合雅世とのペアで優勝、同年のアジア卓球選手権クアラルンプール大会の混合ダブルスでベスト8、1991年に富士短期大学に進学、その年の世界卓球選手権千葉大会の混合ダブルスに山本恒安とのペアで出場した。関東学生卓球リーグでは2年間で13勝4敗の成績をあげた。短大卒業後は武田薬品工業湘南に所属、
1995年の世界卓球選手権天津大会のシングルス、渋谷浩との混合ダブルス、団体に出場した。
1996年1月のジャパントップ12卓球大会にも出場、年末の全日本卓球選手権では内藤和子との女子ダブルスで3位となった。
1997年の東京卓球選手権大会では準決勝で小山ちれに敗れて3位となった。全日本社会人卓球選手権女子ダブルスでも内藤和子とのペアで1997年に3位、1998年に優勝した。